# Agrius (geslacht)
Agrius is een geslacht van vlinders uit de onderfamilie Sphinginae en de familie van de pijlstaarten (Sphingidae).

## Soorten
- Agrius cingulata (Fabricius, 1775)
- Agrius convolvuli (Linnaeus, 1758) - Windepijlstaart
- Agrius cordiae Riotte, 1984
- Agrius fasciatus Rothschild, 1894
- Agrius godarti (Macleay, 1826)
- Agrius luctifera (Walker, 1865)
- Agrius rothschildi Kitching & Cadiou, 2000

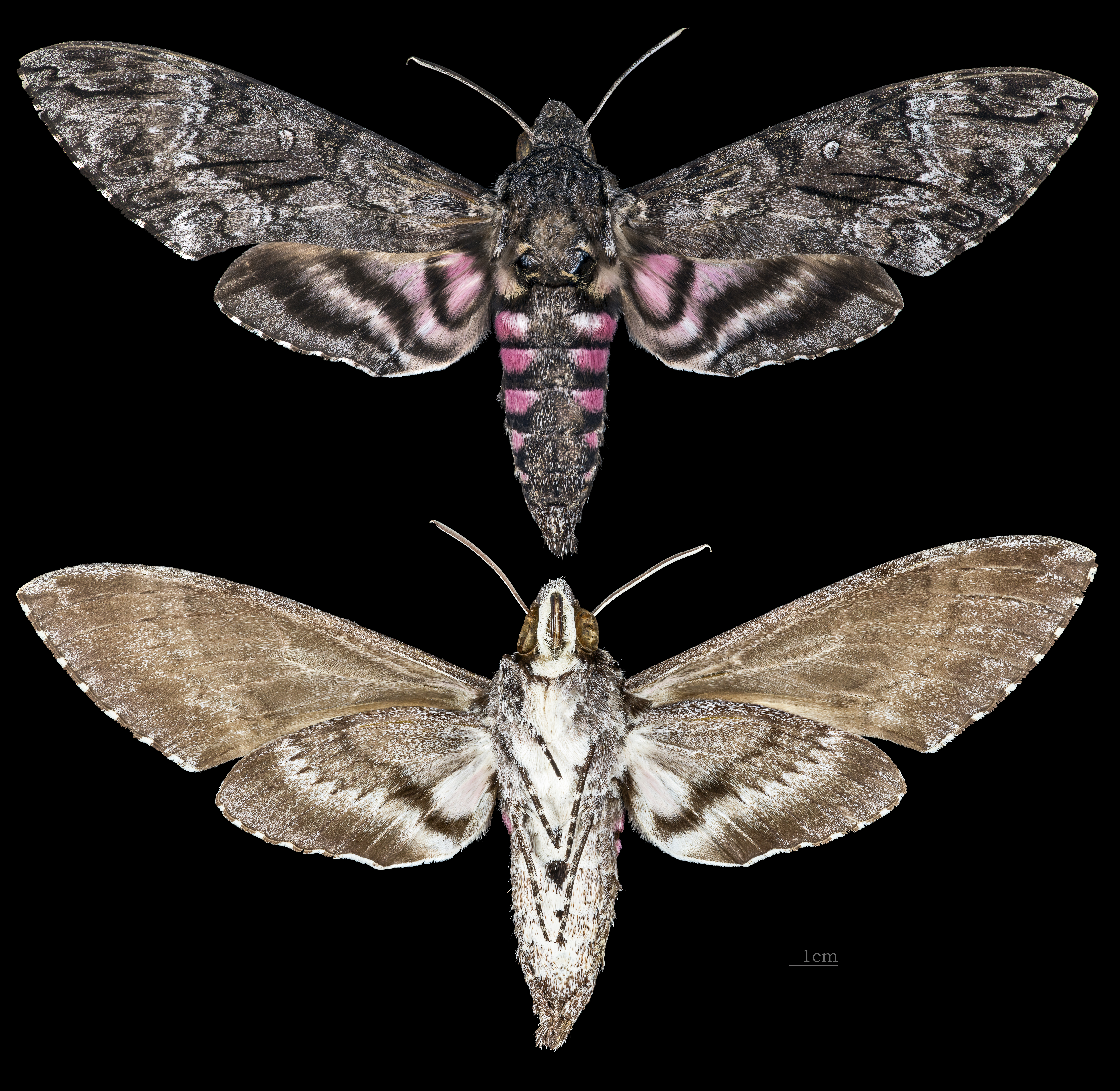
Agrius cingulata
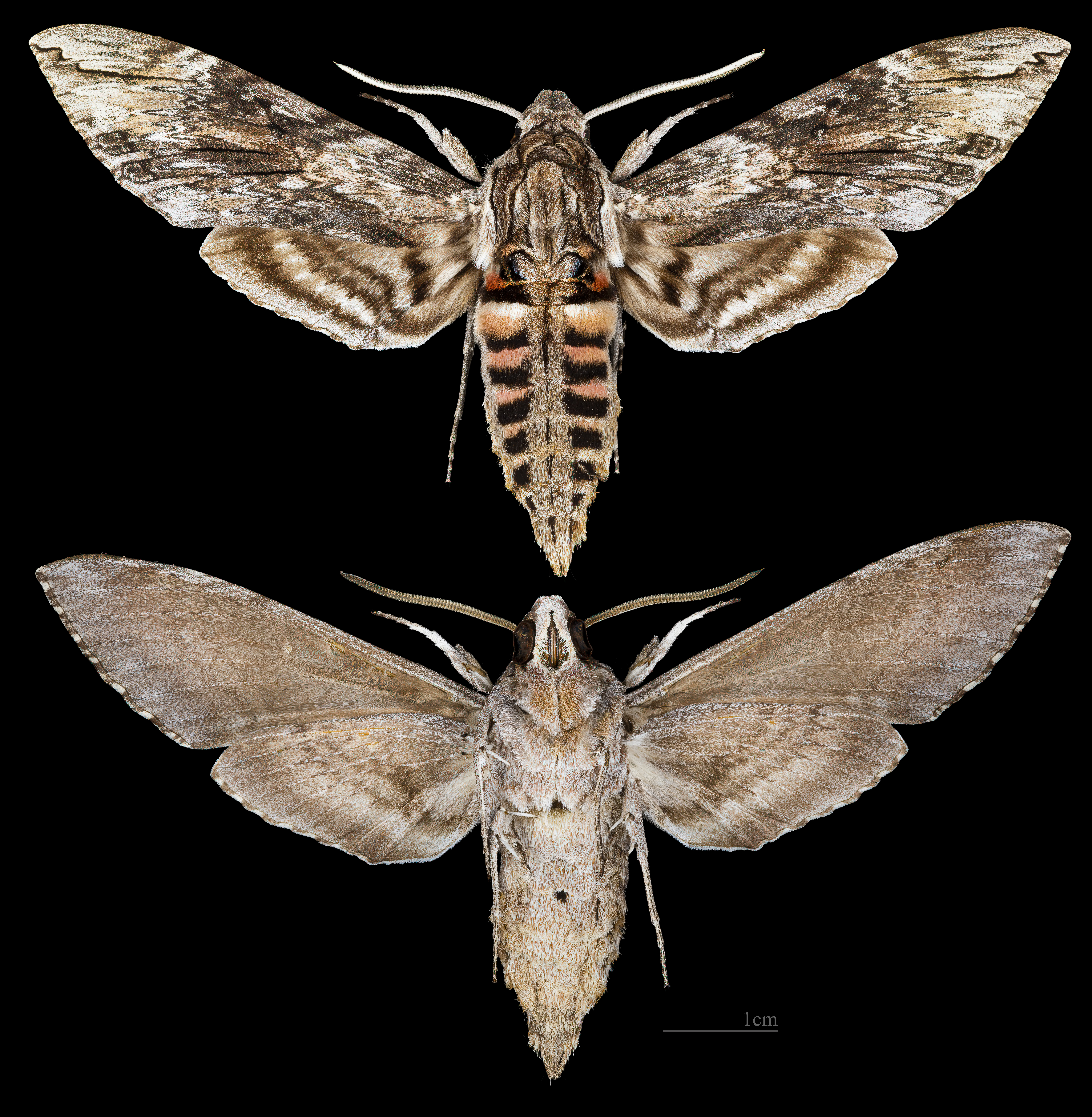
Agrius convolvuli
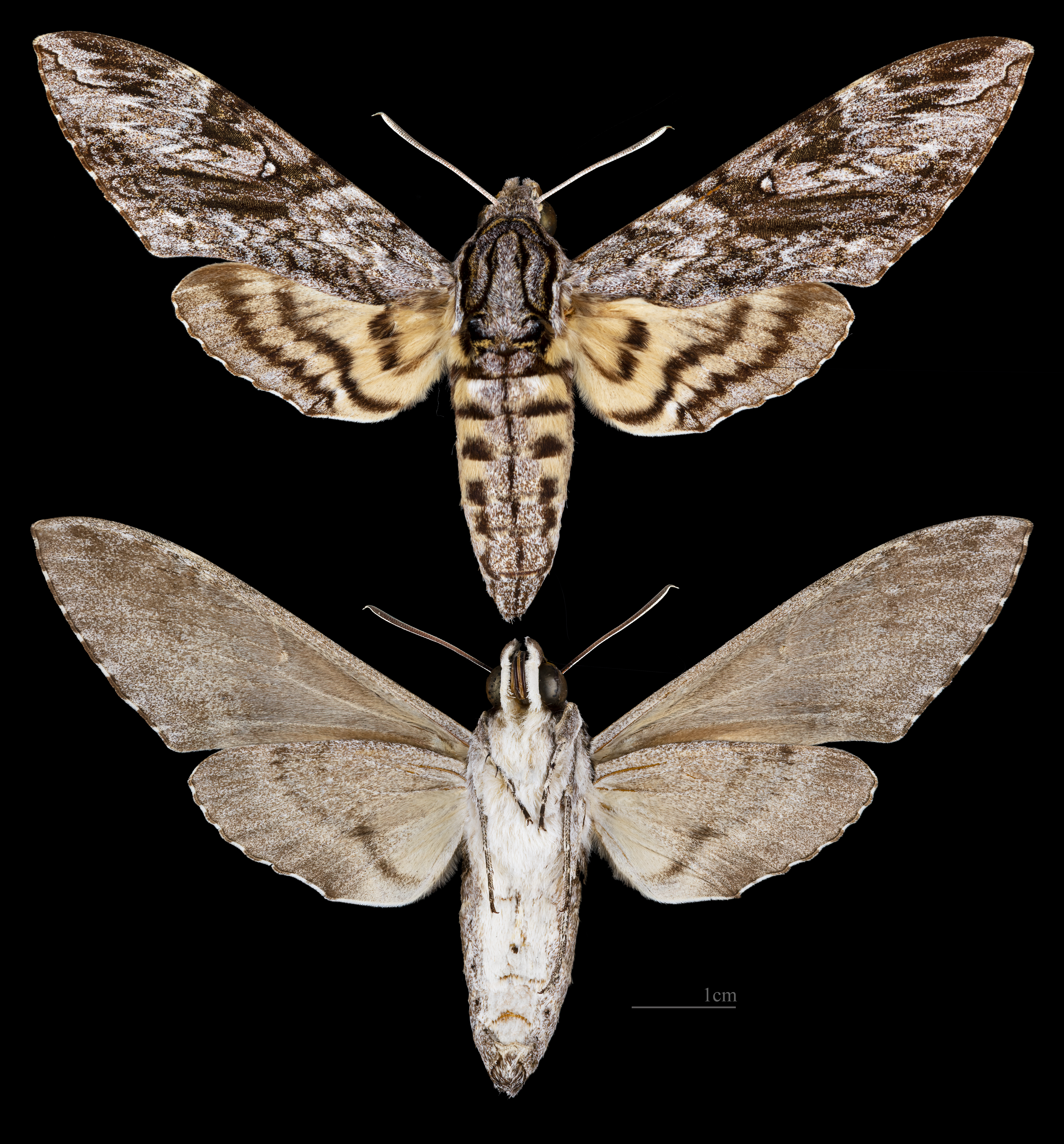
Agrius godarti